# اریکا هابرد
اریکا هابرد (انگلیسی: Erica Hubbard؛ زادهٔ ۲ ژانویهٔ ۱۹۷۹) یک هنرپیشه اهل ایالات متحده آمریکا است. وی از سال ۱۹۹۷ میلادی تاکنون مشغول فعالیت بوده‌است.
از فیلم‌های معروف او می‌توان به بازی در فیلم داستان سیندرلا اشاره کرد.